# František Peltán

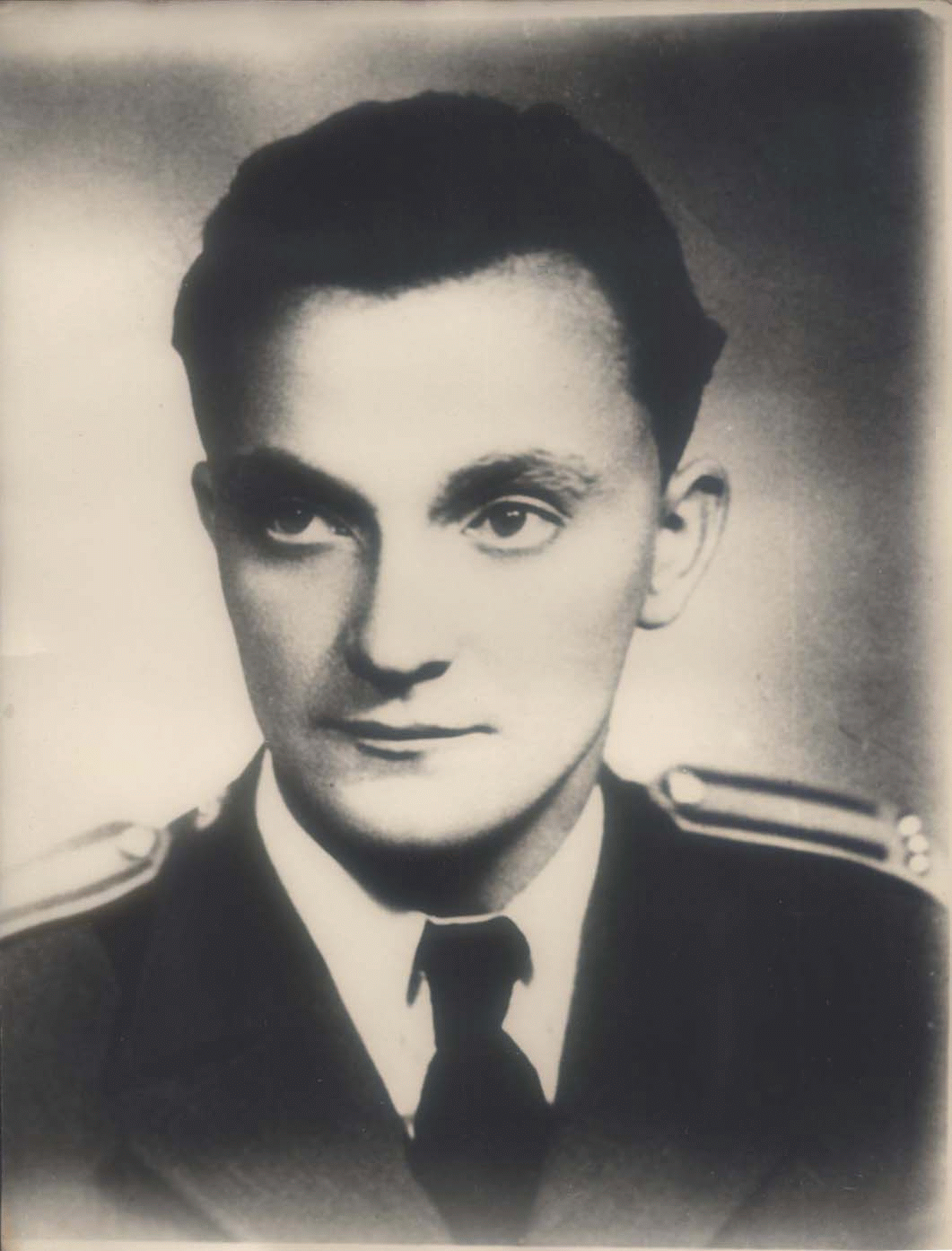
František Peltán

František Peltán (* 1. April 1913 in Jindřichův Hradec; † 20. Juli 1942 in Prag) war eine Persönlichkeit des tschechoslowakischen Widerstandes 1939–1945 gegen den Nationalsozialismus. Peltán war ein Berufssoldat und Offizier in der Tschechoslowakei und Radiofunker der Widerstandsgruppen Obrana národa und Tři králové (Drei Könige). František Peltán starb 1942 nach einem Schusswechsel mit der Gestapo.

## Leben
1927 beendete František Peltán seine Grundausbildung und machte eine Lehre als Polsterer und Dekorateur. 1933 wurde er eingezogen und als Radiotelegrafist ausgebildet, später avancierte er zum Ausbilder für Radiofunker und Radiotelegrafisten. Als solcher bekam er nach 1939, nachdem das Protektorat Böhmen und Mähren ausgerufen wurde, Kontakte zu Kollegen, die sich für die Arbeit im Widerstand interessierten.

## Widerstand
Peltán schloss sich der Widerstandsgruppe Obrana národa an und wurde beauftragt, den sehr wichtigen Funkkontakt zur Tschechoslowakischen Exilregierung in London aufrechtzuerhalten, der zuerst mithilfe der Radiostation Sparta I stattfand. Nachdem die Gestapo Anfang 1939/1940 mehrere aktive Mitarbeiter verhaftet hatte, sprach Josef Balabán Peltán an und erbot sich, ihm bei der Errichtung des Senders Sparta II zu helfen. Dieser Sender sollte vor allem für die Gruppe Tři králové arbeiten und Balabán war für die nachrichtendienstliche Abteilung der Widerstandsgruppe verantwortlich. In Anspielung auf den Namen der Gruppe, „Drei Könige“, wurde Peltán oft „der vierte König“ genannt.

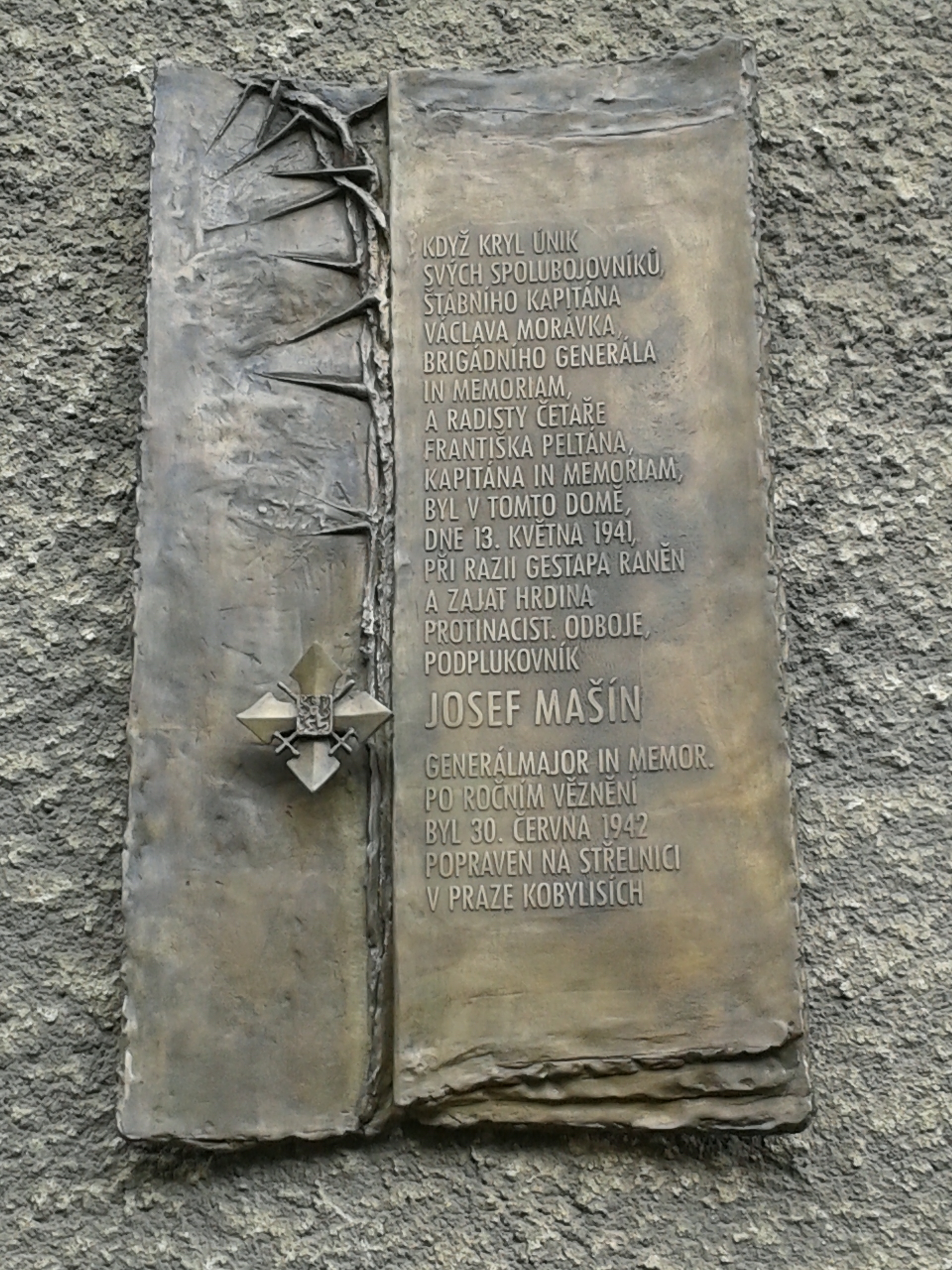
Gedenktafel am Haus Čiklova ulice 19 in Prag, wo die Gruppe durch die Gestapo überrascht wurde

In den nächsten Monaten kam es bei mehreren Übermittlungsterminen zu teilweise schweren Zwischenfällen. Am 13. Mai 1941 sendeten František Peltán, Josef Mašín und Václav Morávek aus einer Wohnung in Prag (Čiklova ul. 19) und wurden durch die Gestapo überrascht; Mašín wurde bei der Schießerei schwer verletzt und verhaftet, Peltán und Morávek konnten flüchten. Im Juni 1941 musste sich Peltán insgesamt zweimal durch Flucht retten, ähnlich erging es ihm im Oktober 1941 in einer anderen Wohnung in Prag. Peltán versteckte sich an mehreren Stellen in Böhmen beziehungsweise in Mähren. Am 30. Juni 1942 wurde er bei dem Versuch, mit seinem Sender aus einer Brauerei in Cerhovice den Kontakt zur Londoner Regierung wieder aufzunehmen, mit Čeněk Šillinger, dem Inhaber der Brauerei und seinem Mitarbeiter, durch die Gestapo überrascht. Sie konnten zuerst entkommen, wobei sie einen Gestapoagenten anschossen, Šillinger wurde bei der anschließenden Verfolgung durch Schüsse schwer verletzt und tötete sich selbst. Der in der Brauerei versteckte Kurzwellensender wurde erst 1950 durch Zufall gefunden. Am 3. Juli traf Peltán sich mit dem Leiter der Funkabteilung der Dachorganisation der Widerstandsgruppen ÚVOD, Rudolf Mareš. Diese Zusammenkunft wurde vermutlich an die Gestapo verraten, beide wurden angeschossen und schwer verletzt. Ob Peltán durch einen Schuss der Gestapo getroffen wurde oder ob er sich die Verletzung (Durchschuss am Kopf) selbst beibrachte, konnte nicht geklärt werden. František Peltán starb an den Folgen der Verletzung am 20. Juli 1942.

## Ehrungen
1946 wurde František Peltán in memoriam mit dem Tschechoslowakischen Kriegskreuz 1939 ausgezeichnet.